# Yürükkaracaören, Bolvadin
Yürükkaracaören là một xã thuộc huyện Bolvadin, tỉnh Afyonkarahisar, Thổ Nhĩ Kỳ. Dân số thời điểm năm 2011 là 358 người.